# Corrida de eliminação
Uma corrida de eliminação é um tipo de corrida em que os competidores são eliminados até sobrar apenas um, que vence a corrida. Os competidores são classificados por ordem inversa da eliminação. Na versão de ciclismo de pista, a eliminação é feita cada uma ou duas voltas, de acordo com o comprimento da pista. A modalidade foi adicionada como um dos seis eventos da prova Omnium dos Jogos Olímpicos de Londres 2012.[carece de fontes?]